# Will Sands
William Franklin Sands (Rye, 6 luglio 2000) è un calciatore statunitense, difensore del N.E. Revolution.

## Biografia
È fratello gemello di James Sands, a sua volta calciatore professionista.

## Carriera

### Club
Sands è cresciuto nei settori giovanili di New York SC e New York City. Dal 2019 al 2021, nel periodo di frequenazione dell'Università di Georgetown, ha giocato con la selezione locale dei Georgetown Hoyas e nel 2021 ha disputato 10 incontri e segnato 4 reti con il Manhattan in USL League Two.
Il 21 gennaio 2022 è stato acquistato dal Columbus Crew, che ne ha acquisito i diritti dal New York City. Il 10 aprile seguente ha debuttato con il Columbus Crew 2 nell'incontro di MLS Next Pro vinto 1-0 contro il Philadelphia Union II e dieci giorni dopo ha esordito anche con la prima squadra, in Lamar Hunt U.S. Open Cup contro il Detroit City. Il 22 maggio ha giocato il suo primo incontro i MLS contro il Los Angeles FC.

### Nazionale
Ha giocato nelle nazionali giovanili statunitensi Under-15 ed Under-17.

## Statistiche

### Presenze e reti nei club
Statistiche aggiornate al 26 maggio 2024.
| Stagione        | Squadra         | Campionato      | Campionato | Campionato | Coppe nazionali | Coppe nazionali | Coppe nazionali | Coppe continentali | Coppe continentali | Coppe continentali | Altre coppe | Altre coppe | Altre coppe | Totale | Totale | Totale |
| Stagione        | Squadra         | Comp            | Pres       | Reti       | Comp            | Pres            | Reti            | Comp               | Pres               | Reti               | Comp        | Pres        | Reti        | Pres   | Reti   |        |
| --------------- | --------------- | --------------- | ---------- | ---------- | --------------- | --------------- | --------------- | ------------------ | ------------------ | ------------------ | ----------- | ----------- | ----------- | ------ | ------ | ------ |
| 2021            | Manhattan       | USL2            | 10         | 4          |                 | -               | -               |                    | -                  | -                  |             | -           | -           | 10     | 4      |        |
| 2022            | Columbus Crew 2 | MNP             | 5          | 0          |                 | -               | -               |                    | -                  | -                  |             | -           | -           | 5      | 0      |        |
| 2024            | Columbus Crew 2 | MNP             | 1          | 0          |                 | -               | -               |                    | -                  | -                  |             | -           | -           | 1      | 0      |        |
| 2022            | Columbus Crew   | MLS             | 12         | 0          | USCup           | 1               | 0               |                    | -                  | -                  |             | -           | -           | 13     | 0      |        |
| 2023            | Columbus Crew   | MLS             | 7          | 0          | USCup           | 0               | 0               |                    | -                  | -                  | LC          | 0           | 0           | 7      | 0      |        |
| 2024            | Columbus Crew   | MLS             | 6          | 0          | USCup           | 0               | 0               | CCC                | 1                  | 0                  | LC          | 0           | 0           | 7      | 0      |        |
| Totale carriera | Totale carriera | Totale carriera | 41         | 4          |                 | 1               | 0               |                    | 1                  | 0                  |             | 0           | 0           | 43     | 4      |        |

## Palmarès

### Club
- MLS Next Pro: 1

Columbus Crew 2: 2022
- Campionato MLS: 1

Columbus Crew: 2023